# Morong, Bataan
Morong là một đô thị cấp bốn ở tỉnh Bataan, Philippines. Theo điều tra dân số năm 2015, đô thị này có dân số 29.901 người trong.

## Các đơn vị hành chính
Morong, về mặt hành chính, được chia thành 5 khu phố (barangay).
- Binaritan
- Mabayo
- Nagbalayong
- Poblacion
- Sabang

## Cơ sở văn hóa
Năm 2013 chính quyền địa phương cho thành lập nhà Bảo tàng Thuyền nhân (The Boat People Museum) ở Morong, dùng khu vực trại tỵ nạn cũ. Trại này hoạt động từ năm 1980 đến 1994 thì đóng cửa. Một số hiện vật được thu thập và trưng bày ở đây cùng những di tích kiến trúc, nhất là các cơ sở tôn giáo đã được trùng tu.